# أربوسة مكفارلنية
أربوسة مكفارلنية (الاسم العلمي: Erebus macfarlanei) هي نوع من الحشرات تتبع جنس الأربوسة من الفصيلة الأربوسية.